# Trachymedusae
Trachymedusae is een orde van neteldieren uit de klasse Hydrozoa (hydroïdpoliepen). De orde omvat meer dan 50 soorten die in grootte variëren van enkele millimeters tot een tiental centimeters.

## Orden
- Geryoniidae Eschscholtz, 1829
- Halicreatidae Fewkes, 1886
- Petasidae Haeckel, 1879
- Ptychogastriidae Mayer, 1910
- Rhopalonematidae Russell, 1953